# All Is on My Side
All Is on My Side è un singolo del musicista britannico Sam Fender, pubblicato il 10 dicembre 2019.

## Video musicale
Il video musicale è un dietro le quinte del tour europeo.

## Tracce
1. All Is on My Side – 4:33